# Valentin Silaghi
Valentin Silaghi (n. 19 aprilie 1957, Bobâlna, România) este un boxer român, laureat cu bronz la Moscova 1980. 

## Distincții
- Ordinul „Meritul Sportiv” clasa a III-a (15 aprilie 1981) „pentru rezultatele deosebite obținute la Jocurile olimpice de vară de la Moscova — 1980, precum și pentru contribuția adusă la dezvoltarea activității sportive și la creșterea prestigiului sportului românesc pe plan internațional”[2]